# Erwin Sánchez Freking
Erwin Sánchez Freking (Santa Cruz de la Sierra, 19 d'octubre de 1969) és un futbolista retirat bolivià de la dècada de 1990 i actual entrenador.
Anomenat Platini pel gran jugador francès, fou un dels futbolistes bolivians més destacats dels anys 90. La seva trajectòria la passà entre Bolívia i Portugal on destacà als clubs Sport Lisboa e Benfica i Boavista Futebol Clube, essent el primer futbolista bolivià en jugar professionalment a Europa.
Ajudà a la selecció a classificar-se pel Mundial de 1994. Marcà l'únic gol de la selecció en aquesta competició. En total jugà 57 partits i marcà 15 gols en 16 anys.
El 2006 fou nomenat entrenador de la selecció boliviana. També entrenà a Boavista FC i SL Benfica.

## Palmarès
- Lliga boliviana de futbol: 1988
- Lliga portuguesa de futbol: 1990-91, 2000-01
- Copa portuguesa de futbol: 1996-97
- Copa Aerosur: 2005